# Рудик Кіра Олександрівна
Кі́ра Олекса́ндрівна Ру́дик (14 жовтня 1985 , Ужгород ) — українська громадська та політична діячка, народний депутат Верховної Ради України IX скликання, голова партії «Голос». Віцепрезидентка Альянсу лібералів і демократів за Європу з 2022 по 2024 рік. 
До початку політичної кар'єри побудувала кар'єру в українській та американській ІТ-індустрії. Входила до правління Американської торговельної палати в Україні та Асоціації IT України.

## Дитинство та освіта
Народилася 14 жовтня 1985 року в Ужгороді.
2002 року із золотою медаллю закінчила місцеву школу № 1 із поглибленим вивченням англійської, брала участь у шкільних олімпіадах з математики, фізики, хімії, української мови та інших предметів. Закінчила музичну школу за двома напрямами: фортепіано та ударні інструменти.
2008 року здобула диплом магістра в Києво-Могилянській академії, захистивши дипломну роботу на тему «Автоматизовані агентно-орієнтовані системи в управляючих системах та технологіях».
Випускниця Стенфордської програми для жінок-керівниць у 2018 році.

## Кар'єра та бізнес
2005 року на третьому курсі Києво-Могилянської академії Кіра почала працювати в ІТ-сфері, в компанії Software MacKiev.
З 2007 року тестувала програмне забезпечення в компанії TAIN Ukraine Працювала менеджером кількох ІТ-проєктів, зокрема американських MiMedia (2010—2013) та TechTeamLabs (2013—2016), увійшла до команди "Ring  Ukraine".
З 2016 року — операційна директорка Ring Ukraine.

## Політична діяльність
2019 року обрана депутаткою Верховної Ради IX скликання під третім номером у виборчому списку партії «Голос». У парламенті стала першою заступницею голови Комітету Верховної Ради України з питань цифрової трансформації. Співголова групи з міжпарламентських зв'язків із Сінгапуром. Член міжфракційного об’єднання «Рівні можливості», що має на меті забезпечення гендерної рівності.
Виступає проти підвищення податків для ІТ-фахівців Співавтор низки законопроєктів у галузі економіки, соціального захисту, захисту тварин тощо. 
12 грудня 2019 року Рудик стала співголовою об'єднання «Гуманна країна», створеного за ініціативи UAnimals для захисту тварин від жорстокості. У «Гуманній країні» працює над просуванням законів щодо гуманного ставлення до тварин.
11 березня 2020 року з'їзд партії «Голос» обрав Кіру головою партії. До цього головою партії був Святослав Вакарчук. У липні 2020 заявила про перехід партії в опозицію. «Голос» став першою ліберальною партією, яка сформувала фракцію у Верховній Раді. За результатами місцевих виборів 2020 року партія забезпечила обрання понад 300 своїх представників у місцеві ради, в тому числі в Києві, Львові, Рівному та ще 50 містах та громадах. Більш ніж 50% обраних від «Голосу» депутатів — жінки.
Під її керівництвом партія «Голос» стала першою з України, яка отримала членство в Альянсі лібералів і демократів за Європу (АЛДЄ). Також із 2023 року партія «Голос» є членом міжнародного ліберального об'єднання «Liberal International».

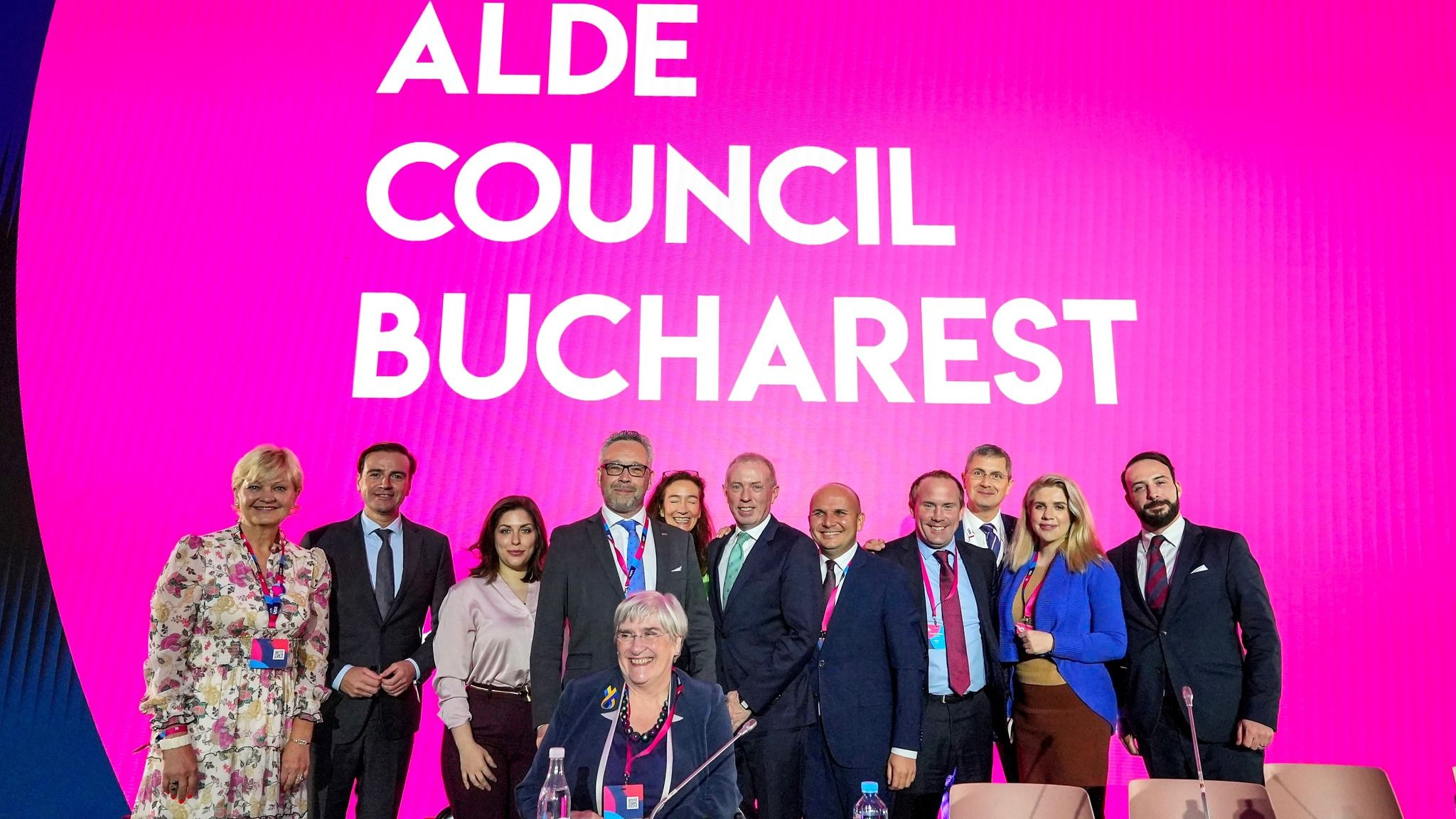
Рада АЛДЄ у Бухаресті 2022

4 червня 2022 року обрана віцепрезиденткою АЛДЄ, вперше в історії з числа країн, які не є членами ЄС. На посаді віцепрезидентки АЛДЄ, напередодні ухвалення рішення про надання Україні статусу кандидата в члени ЄС, здійснила робочий візит до Брюсселя, де провела політичні зустрічі підтримки історичного рішення з європейськими парламентарями.
В ALDE забезпечувала взаємодію партій з Україною, адвокацією жіночого лідерства в програмі Alliance of Her.
На Конгресі ALDE у жовтні 2024 року закінчила повноваження віцепрезидентки. За час роботи здійснила місії у 32 країнах, виступала на заходах 28 сестринських партій, вперше запустила європейську програму The Alliance of Her в Україні. Отримала нагороди Liberal Outstanding Changemaker та Alliance of Her Award.
Послідовно виступає за інтеграцію України до Європейського Союзу та НАТО.
4 вересня 2020 року Російська Федерація включила Рудик до списку осіб, щодо яких запроваджуються спеціальні економічні заходи.

## Законотворча діяльність
- Авторка проєкту постанови про масове тестування громадян України на антитіла до COVID-19.
- Авторка поправок і пропозицій до закону про ринок землі, завдяки яким громадяни РФ або будь-хто афілійований із ними не мають права купити українську землю.
- Співавторка закону про підтримку малого та середнього бізнесу під час пандемії коронавірусу, згідно з яким було скасовано ЄСВ та будь-які перевірки фіскальних органів[22].
- Співавторка законопроєкту про стимулювання розвитку сфери інформаційних технологій в Україні (альтернативний “Diia.City”).
- Співавторка закону про е-паспорт та е-паспорт для виїзду за кордон.
- Співавторка закону про віртуальні активи.
- Співавторка закону про режим paperless у публічних послугах.

## Російсько-українська війна

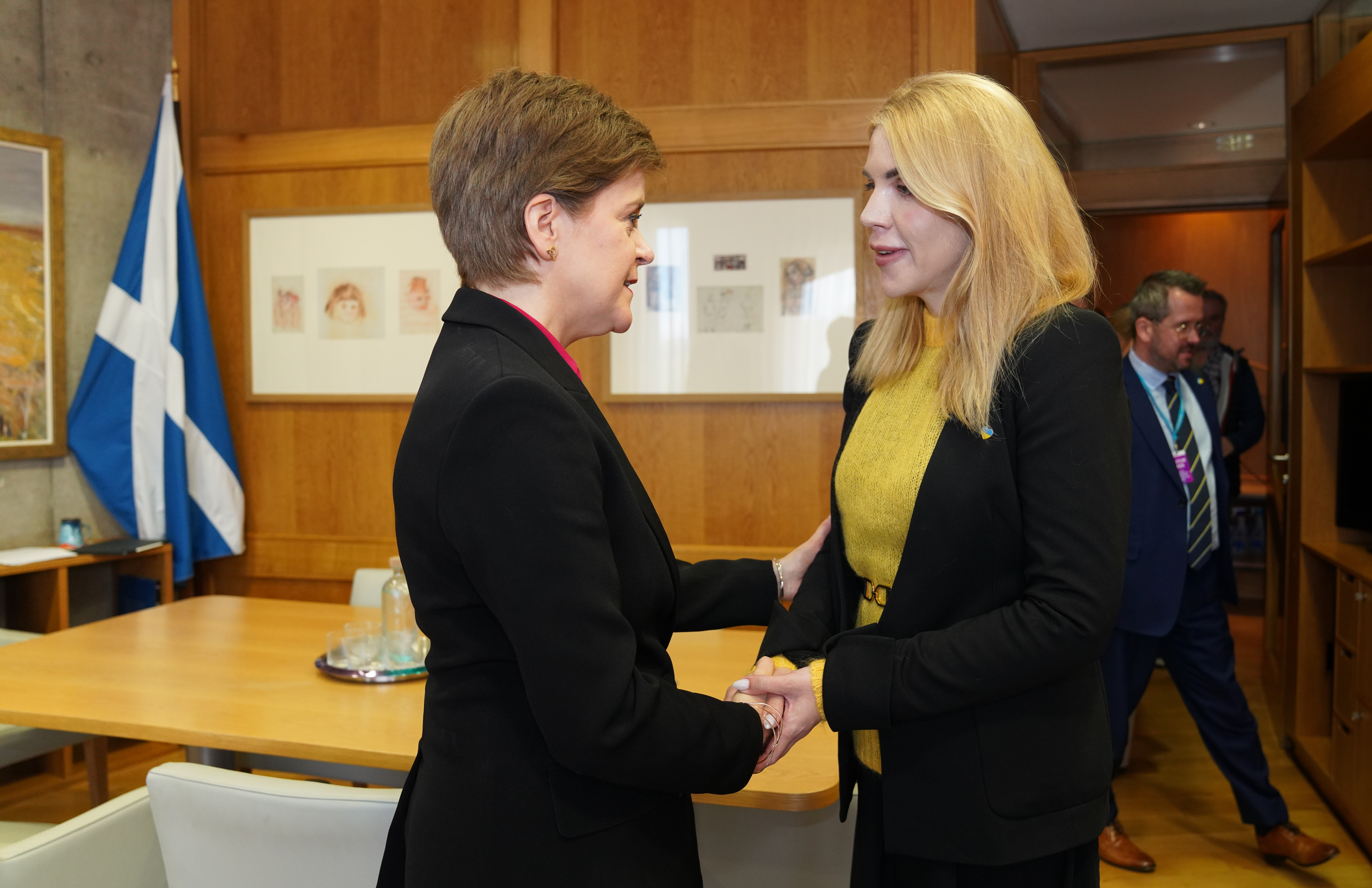
Зустріч з Ніколою Стерджен

З початком повномасштабної агресії Росії 24 лютого 2022 року бере активну участь у формуванні сталої міжнародної підтримки України. В день російського вторгнення була у Верховній Раді, де підтримала введення воєнного стану та ухвалення всіх необхідних для оборони законопроєктів.
Із перших днів війни у спілкуванні з європейськими й американськими політиками та міжнародними медіа виступала за впровадження безполітної зони над Україною, а також за швидке надання Україні необхідного озброєння. Виступає за перемовини України та її партнерів із Росією виключно з позиції сили.
Активно підтримує конфіскацію заарештованих російських активів на користь України, а також визнання Росії країною-спонсором тероризму для подальшого розширення санкцій.
Разом із Вільямом Браудером бере участь в адвокаційній кампанії задля ухвалення законів про конфіскацію майна країни-агресора, зареєстрованого у США, Канаді та Британії, та направлення коштів на підтримку української армії, українських біженців, а також для подальшого відновлення країни від наслідків війни.
У травні 2022 року вона була в Шотландії, де зустрічалася з першим міністром Ніколою Стерджен. Вона подякувала їй за підтримку Шотландії.
У червні 2022 року відвідала Литву та Швецію, мала зустрічі зі спікером парламенту Литви Вікторією Чміліте, мером Вільнюса Ремігіюсом Шимашюсом, шведськими та литовськими парламентарями задля посилення підтримки України. Була учасницею 75-го Міжнародного конгресу лібералів, де виступала у панельній дискусії щодо безпеки та нового світового порядку.

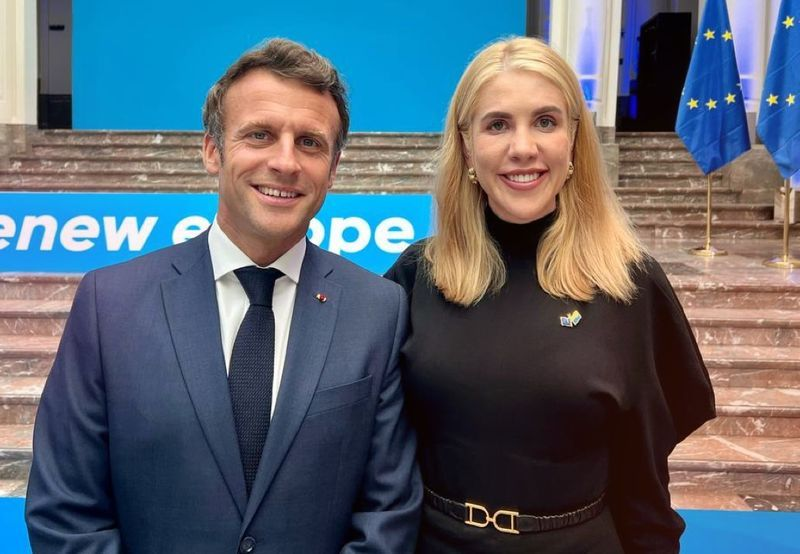
Зустріч з Еммануелем Макроном, Renew Europe 2022

Брала участь у роботі саміту Європейського Союзу, де Україна отримала статус кандидата на вступ до ЄС, провела зустріч із президентом Франції Еммануелем Макроном у рамках саміту лідерів європейських ліберальних партій.
Після надання Україні статусу кандидата на вступ до Європейського Союзу активно вимагає від українського уряду прискореного проведення реформ, насамперед у сфері боротьби з корупцією, а також підвищенні якості державного управління. Виступає за створення нової системи світової безпеки, що забезпечує захист демократії від агресії авторитарних режимів, переконана, що Україна буде невід'ємною частиною такої системи безпеки.
Беручи участь у Генасамблеї Africa Liberal Network, Кіра Рудик заявила, що важливим завданням для політика є консолідація політичної підтримки України з боку країн Глобального Півдня та зазначила, що необхідно переконати африканських ліберальних партнерів у потребі реальних дій на підтримку України та міжнародної безпеки, закликати разом з українцями захищати міжнародний мир, безпеку та територіальну цілісність і зміцнити позиції України на Глобальному Півдні.
На міжнародному рівні активно працює над розширенням програм підтримки українських жінок та дітей, які постраждали внаслідок російської агресії

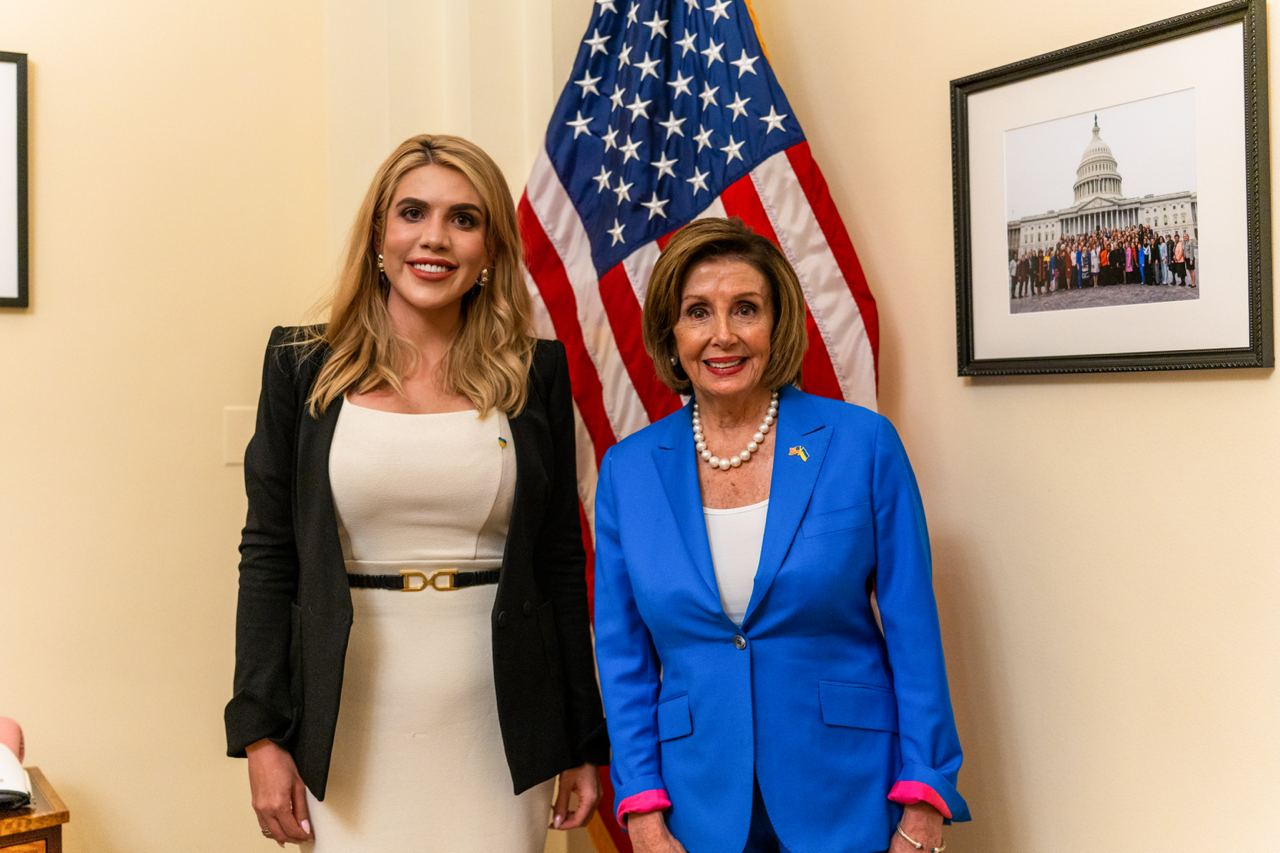
З Ненсі Пелосі

На зустрічі зі спікеркою Палати представників США Ненсі Пелосі у Вашингтоні говорила про публічну підтримку конфіскації російських активів на користь України. Спікерка Палати представників США відома своєю підтримкою України. Зокрема, Ненсі Пелосі виступила з заявою про те, що Росію необхідно визнати державою-спонсором тероризму.
Під час зустрічі з прем'єр-міністром Естонії Каєю Каллас Кіра Рудик презентувала проєкт конфіскації російських активів на користь України. На той момент команда з найкращих експертів, юристів і фінансистів уже кілька місяців працювала над цією ініціативою, її мета — змусити Росію заплатити за все знищене в Україні. Естонію було обрано для презентації проєкту через величезний внесок, що роблять держави Балтії у підтримку України.

## Громадська діяльність
Опікується котячим притулком у Києві.
Приділяє особливу увагу зміцненню зв'язків України та Тайваню. Після зустрічі зі спікеркою Палати представників США Ненсі Пелосі, яка виступає адвокатом підтримки Тайваню, в українському парламенті була створена група дружби з Тайванем.
У рамках співпраці з ALDE запустила в Україні європейську школу The Alliance of Her в Україні. Це унікальна освітня програма політичного лідерства, спрямована на підтримку та розширення можливостей талановитих і амбітних жінок в Україні в умовах воєнного стану та відбудови. Цільовою аудиторією стали жінки в ліберальних політичних партіях, керівниці громадських організацій та жінки, які прагнуть розпочати та розвивати свою політичну діяльність у складних умовах воєнного часу та відбудови України.
У 2024 році програма складалася з трьох сесій, кожна з яких була присвячена навчанню ключових навичок для побудови політичного майбутнього. Зокрема, сесії пройшли у Києві, Івано-Франківську та Карпатах. Уже 20 українських жінок отримали сертифікати про закінчення школи. 
У результаті програми жінки-учасниці вибудували нові корисні контакти, поглибили свої знання про український політичний ландшафт і політичне лідерство, відкрили для себе стратегії подолання гендерних бар'єрів і здобули знання, необхідні для розвитку лідерського потенціалу. Як амбасадорка The Alliance of Her та засновниця школи в Україні Кіра Рудик брала участь у кожній сесії.

## Медіа-активність
Є колумністом видань «Українська правда», «Ліга.net», «Лівий берег», NV (New Voice), так і західних: The Wall Street Journal, The Hill, The Telegraph, Huffington Post, Atlantic Council, Newsweek.

## Нагороди та рейтинги
- У листопаді 2022 року отримала відзнаку Women In Politics Champion of the Year Award від The Alliance of Her[55].
- 2021 — Топ-100 рейтингу перспективних українських політиків (№2 у списку) за версією видання gazeta.ua[56].
- 2021 — Топ-100 успішних жінок України за версією журналу «НВ»[57].
- 2020 — Топ-80 найвпливовіших людей України за версією журналу «Фокус».
- 2020 — Топ-35 найвпливовіших жінок України за версією журналу «Фокус»[58]
- 2019 — Топ-100 успішних жінок України за версією журналу «НВ»[59].
- 2019 — Топ-33 найкращих менеджерів України за версією журналу «Фокус».
- 2019 — Топ-100 найбільш впливових жінок України за версією журналу «Фокус».